# Wales (South Yorkshire)
Wales – wieś w Anglii, w hrabstwie ceremonialnym South Yorkshire, w dystrykcie metropolitalnym Rotherham. Leży 14 km na południowy wschód od miasta Sheffield i 218 km na północ od Londynu. Miejscowość liczy 6455 mieszkańców.